# Dmitrij Smirnow (generał)
Dmitrij Iwanowicz Smirnow (ros. Дмитрий Иванович Смирнов, ur. 13 lipca?/26 lipca 1901 we wsi Klimowo w guberni kostromskiej, zm. 17 marca 1975 w Moskwie) – radziecki generał porucznik, Bohater Związku Radzieckiego (1944).

## Życiorys
Po ukończeniu szkoły pracował jako malarz pokojowy w Moskwie, 1918–1920 był rolnikiem w rodzinnej wsi, od marca 1920 służył w Armii Czerwonej w Moskiewskim Okręgu Wojskowym, we wrześniu 1922 skończył kursy piechoty we Władykaukazie. Brał udział w walkach ze zbrojnymi ugrupowaniami antykomunistycznymi w Czeczenii, później był oficerem w Północnokaukaskim Okręgu Wojskowym, w 1925 eksternistycznie ukończył szkołę piechoty we Władykaukazie, a w 1929 kursy „Wystrieł” i został instruktorem tych kursów i następnie dowódcą kompanii szkolnej w Moskiewskim Okręgu Wojskowym. W 1936 ukończył Akademię Wojskową im. Frunzego, potem pracował w sztabie Zabajkalskiego Okręgu Wojskowego, a w latach 1938–1940 w Wydziale Operacyjnym Sztabu Generalnego Armii Czerwonej, od maja do września 1939 uczestniczył w bitwie nad Chałchin-Goł jako przedstawiciel Sztabu Generalnego. Od lutego 1940 do grudnia 1941 był starszym pomocnikiem szefa Wydziału Dalekowschodniego Zarządu Operacyjnego Sztabu Generalnego Armii Czerwonej, od czerwca 1940 do października 1941 był komenderowany służbowo do MRL i okupowanego Harbinu (Chiny), w grudniu 1941 objął dowództwo 122 Brygady Piechoty w Nadwołżańskim Okręgu Wojskowym.
Od maja 1942 walczył w wojnie z Niemcami, w tym od października 1942 do grudnia 1943 jako dowódca 73 Dywizji Piechoty na Froncie Briańskim, Centralnym i Białoruskim, uczestniczył w walkach pod Jelcem i w operacji orłowskiej, czernihowsko-prypeckiej i homelsko-rzeczyckiej. Od grudnia 1943 do maja 1945 dowodził 121 Korpusem Piechoty na Froncie Białoruskim, 1 i 2 Białoruskim, brał udział w operacji mohylewskiej, mińskiej, białostockiej, wschodniopruskiej, pomorskiej i berlińskiej, szczególnie wyróżnił się podczas operacji mohylewskiej, gdy 24 czerwca 1944 przełamał silną niemiecką obronę w rejonie Czausów, sforsował Pronię i uchwycił przyczółek na jej prawym brzegu. Później brał udział w wyzwalaniu Osowca i Gdańska i zdobywaniu Garzu i Lychena. Od sierpnia 1945 do kwietnia 1945 był zastępcą komendanta radzieckiego sektora okupacyjnego Berlina, w latach 1946–1948 starszym inspektorem w Głównej Inspekcji Wojsk Lądowych i Głównej Inspekcji Sił Zbrojnych ZSRR, później pracował w Akademii Wojskowej im. Frunzego, a od stycznia 1952 do października 1953 był szefem sztabu-I zastępcą dowódcy Białomorskiego Okręgu Wojskowego. Od listopada 1953 do października 1957 był komenderowany do Rumunii jako główny doradca wojskowy (listopad 1953 – listopad 1955) i wojskowy doradca ministra sił zbrojnych Rumunii (listopad 1955 – październik 1957), jednocześnie od listopada 1953 do stycznia 1955 był attaché wojskowym przy Ambasadzie ZSRR w Rumunii, 1957–1960 ponownie pracował w Akademii Wojskowej im. Frunzego, w maju 1960 zakończył służbę wojskową.

## Awanse
- major (20 lutego 1938)
- pułkownik (5 listopada 1938)
- generał major (18 maja 1943)
- generał porucznik (13 kwietnia 1953)

## Odznaczenia
- Złota Gwiazda Bohatera Związku Radzieckiego (21 lipca 1944)
- Order Lenina (dwukrotnie - 21 lipca 1944 i 30 kwietnia 1945)
- Order Czerwonego Sztandaru (czterokrotnie - 15 kwietnia 1943, 3 listopada 1944, 29 maja 1945 i 15 listopada 1950)
- Order Bohdana Chmielnickiego I klasy (10 kwietnia 1945)
- Order Suworowa II klasy (16 września 1943)
- Order Kutuzowa II klasy (27 sierpnia 1943)
- Order Czerwonej Gwiazdy (31 grudnia 1939)
- Order Krzyża Grunwaldu III klasy (Polska Ludowa)
- Medal za Odrę, Nysę, Bałtyk (Polska Ludowa)

I inne.